# Jacques-Paul-Marie d'Avessens de Saint-Rome
Jacques-Paul-Marie d'Avessens de Saint-Rome est un noble seigneur et homme politique du XVIIIe siècle, membre de la branche aîné de la famille d'Avessens.

## Biographie
Né le 3 mars 1749 à Aguts (sûrement au château), Jacques-Paul-Marie d'Avessens de Saint-Rome est le fils de Jean-Jacques II d'Avessens (1687 - ?) et de Marie-Victoire de Lordat. Il est issu d'une famille noble du Languedoc et hérite lui-même de la plupart des possessions de sa famille, tel que le château d'Aguts et le marquisat de Saint-Rome. Riche propriétaire, il est aussi premier sénéchal de la sénéchaussée de Toulouse. Le 30 août 1768, il épouse Gabrielle de Riquet, la petite fille du célèbre ingénieur Pierre-Paul Riquet. De cette union naitront Gabriel d'Avessens, dernier membre de la famille d'Avessens, ainsi que Rosalie d'Avessens, mariée à Louis de Villeneuve, et ainsi mère de Léontine de Villeneuve (Occitanienne de Chateaubriand), Sainte Émilie de Villeneuve et du marquis Ludovic de Villeneuve.
En 1789, il est élu député aux États généraux, pour la noblesse de la sénéchaussée de Toulouse. Il rejoindra ainsi l'Assemblée constituante, poste qu'il occupera du 7 avril 1789 au 30 septembre 1791. Il participe assez peu aux débats, mais défend ardemment l'Ancien Régime. 
Il meurt finalement le 25 août 1822, au château d'Aguts.